# Oncocephala perrieri
Oncocephala perrieri es una especie de insecto coleóptero de la familia Chrysomelidae.
Fue descrita científicamente en 1899 por Fairmaire.